# Zumba Fitness
Zumba Fitness è un videogioco sviluppato dalla Pipeworks Software e pubblicato dalla Majesco Entertainment. È un videogioco di tipo exergaming basato sul programma di allenamento Zumba. È stato reso disponibile per  Wii, PlayStation 3 con PlayStation Move e Xbox 360 con Kinect, nel novembre 2010.

## Modalità di gioco
Il gioco supporta sino a quattro giocatori per Wii e PlayStation Move, o due giocatori per Kinect. Inoltre è possibile giocare sino ad otto giocatori online per PlayStation Move e Kinect.

## Sequel
Nel 2011 la Majesco ha pubblicato un secondo titolo della serie.